# Clepsis rogana
Clepsis rogana är en fjärilsart som beskrevs av Achille Guenée 1845. Clepsis rogana ingår i släktet Clepsis och familjen vecklare. Inga underarter finns listade i Catalogue of Life.